# Emelie Wikström
Pour les articles homonymes, voir Wikström.
Emelie Wikström, née le 2 octobre 1992 à Sävsjö (Suède), est une skieuse alpine suédoise.

## Biographie
Elle démarre dans des courses FIS en 2007.
C'est le 30 janvier 2009 qu'Emelie Wikström prend le départ de sa première manche de Coupe du monde, à Garmisch-Partenkirchen. En 2011, elle est sélectionnée pour les Championnats du monde, où elle prend la 24e place en slalom. L'hiver suivant, elle termine deux fois dans les dix premières, septième lors du slalom de Zagreb puis quatrième à celui de Schladming. En 2014, lors de ses premiers Jeux olympiques à Sotchi, elle finit sixième du slalom.
Aux Championnats du monde 2017, elle prend la huitième place du slalom, enregistrant son deuxième top dix en grand championnat.
Aux Jeux olympiques d'hiver de 2018, elle est 12e du slalom.

## Palmarès

### Jeux olympiques
| Épreuve / Édition | Sotchi 2014 | Pyeongchang 2018 |
| Slalom            | 6e          | 12e              |

### Championnats du monde
| Épreuve / Édition | Garmisch-Partenkirchen 2011 | Saint-Moritz 2017 |
| Slalom            | 24e                         | 8e                |

### Coupe du monde
- Meilleur classement général : 41e en 2017.
- Meilleur classement en slalom : 11e en 2012.
- Meilleur résultat : 4e.
- 1 victoire par équipes.

#### Classements en Coupe du monde
| Année/Classement | Année/Classement | Général | Général | Slalom | Slalom | Slalom géant | Slalom géant |
| ---------------- | ---------------- | ------- | ------- | ------ | ------ | ------------ | ------------ |
| Année/Classement | Année/Classement | Class.  | Points  | Class. | Points | Class.       | Points       |
| 2011             | 2011             | 90e     | 42      | 32e    | 42     | -            | -            |
| 2012             | 2012             | 46e     | 159     | 19e    | 159    | -            | -            |
| 2013             | 2013             | 78e     | 43      | 32e    | 43     | -            | -            |
| 2014             | 2014             | 58e     | 96      | 21e    | 96     | -            | -            |
| 2015             | 2015             | 67e     | 62      | 24e    | 62     | -            | -            |
| 2016             | 2016             | 63e     | 102     | 20e    | 102    | -            | -            |
| 2017             | 2017             | 41e     | 190     | 11e    | 188    | 57e          | 2            |
| 2018             | 2018             | 73e     | 65      | 26e    | 65     | -            | -            |
| 2019             | 2019             | 69e     | 68      | 26e    | 68     | -            | -            |

### Coupe d'Europe
- 2 victoires en slalom (2009 et 2012).

### Festival olympique de la jeunesse européenne
- Szczyrk 2009 :
  -  Médaille d'or en slalom.

### Championnats de Suède
- Championne en 2011 du super combiné.
- Championne en 2017 du slalom.